# Các giải thưởng của Giải vô địch bóng đá thế giới
FIFA tổ chức trao giải thưởng cho các cầu thủ và đội tuyển đã thi đấu thành công trong một giải đấu World Cup. Hiện có sáu giải thưởng được trao.
1. Quả bóng Vàng giải vô địch bóng đá thế giới cho cầu thủ xuất sắc nhất giải, do giới truyền thông bầu chọn (được trao lần đầu vào năm 1982); Quả bóng bạc và Quả bóng đồng cho hai cầu thủ xếp thứ hai và thứ ba về số phiếu trong cuộc bầu chọn này;[1]
2. Chiếc giày Vàng giải vô địch bóng đá thế giới cho vua phá lưới của giải. Chiếc giày bạc và Chiếc giày đồng cho hai cầu thủ về nhì và về ba[2]
3. Găng tay Vàng giải vô địch bóng đá thế giới cho thủ môn xuất sắc nhất giải, do Hội đồng Kỹ thuật của FIFA bầu chọn (được trao lần đầu vào năm 1994);[3]
4. Cầu thủ trẻ xuất sắc nhất giải vô địch bóng đá thế giới cho cầu thủ xuất sắc nhất dưới 21 tuổi tính đến thời điểm giải khởi tranh, do Hội đồng Kỹ thuật của FIFA bầu chọn (được trao lần đầu vào năm 2006).[4]
5. Đội tuyển chơi đẹp giải vô địch bóng đá thế giới cho đội tuyển có chỉ số fair play tốt nhất, theo thang điểm do Ủy ban Fair Play FIFA quyết định (được trao lần đầu vào năm 1978);[4]
6. Đội tuyển lôi cuốn nhất giải vô địch bóng đá thế giới cho đội tuyển giành được nhiều phiếu nhất do khán giả bình chọn (được trao lần đầu vào năm 1994);[4]

## Quả bóng Vàng
Giải Quả bóng vàng trao cho cầu thủ xuất sắc nhất sau mỗi giải đấu từ danh sách do tổ kỹ thuật của FIFA cung cấp, giới truyền thông bầu chọn (được trao lần đầu vào năm 1982); Quả bóng bạc và Quả bóng đồng cho hai cầu thủ xếp thứ hai và thứ ba về số phiếu trong cuộc bầu chọn này.
| World Cup | Quả bóng Vàng       | Quả bóng Bạc      | Quả bóng Đồng                                                     |
| --------- | ------------------- | ----------------- | ----------------------------------------------------------------- |
| 1930      | José Nasazzi        | Guillermo Stábile | José Leandro Andrade                                              |
| 1934      | Giuseppe Meazza     | Matthias Sindelar | Oldřich Nejedlý                                                   |
| 1938      | Leônidas            | Silvio Piola      | György Sárosi                                                     |
| 1950      | Zizinho             | Juan Schiaffino   | Ademir                                                            |
| 1954      | Ferenc Puskás       | Sándor Kocsis     | Fritz Walter Lưu trữ ngày 16 tháng 6 năm 2010 tại Wayback Machine |
| 1958      | Didi                | Pelé              | Just Fontaine                                                     |
| 1962      | Garrincha           | Josef Masopust    | Leonel Sánchez                                                    |
| 1966      | Bobby Charlton      | Bobby Moore       | Eusébio                                                           |
| 1970      | Pelé                | Wolfgang Overath  | Carlos Alberto Torres                                             |
| 1974      | Johan Cruyff        | Franz Beckenbauer | Kazimierz Deyna                                                   |
| 1978      | Mario Kempes        | Paolo Rossi       | Dirceu                                                            |
| 1982      | Paolo Rossi         | Falcão            | Karl-Heinz Rummenigge                                             |
| 1986      | Diego Maradona      | Harald Schumacher | Preben Elkjær                                                     |
| 1990      | Salvatore Schillaci | Lothar Matthäus   | Diego Maradona                                                    |
| 1994      | Romário             | Roberto Baggio    | Hristo Stoichkov                                                  |
| 1998      | Ronaldo             | Davor Šuker       | Lilian Thuram                                                     |
| 2002      | Oliver Kahn         | Ronaldo           | Hong Myung-Bo                                                     |
| 2006      | Zinedine Zidane     | Fabio Cannavaro   | Andrea Pirlo                                                      |
| 2010      | Diego Forlán        | Wesley Sneijder   | David Villa                                                       |
| 2014      | Lionel Messi        | Thomas Müller     | Arjen Robben                                                      |
| 2018      | Luka Modrić         | Eden Hazard       | Antoine Griezmann                                                 |
| 2022      | Lionel Messi        | Kylian Mbappé     | Luka Modrić                                                       |

## Chiếc giày Vàng
Chiếc giày Vàng được trao cho cầu thủ ghi nhiều bàn thắng nhất trong một giải đấu. Nếu có nhiều hơn một cầu thủ ghi cùng số bàn thắng, chọn cầu thủ có nhiều hỗ trợ ghi bàn hơn. Nếu vẫn có nhiều cầu thủ cùng chỉ số này, chọn cầu thủ có tổng thời gian tham gia thi đấu ít hơn.
| World Cup | Giày Vàng                                                                    | Bàn thắng | Giày Bạc                                                 | Bàn thắng | Giày Đồng | Bàn thắng |
| --------- | ---------------------------------------------------------------------------- | --------- | -------------------------------------------------------- | --------- | --- | --------- |
| 1930      | Guillermo Stábile                                                            | 8         | Pedro Cea                                                | 5         | Bert Patenaude Guillermo Subiabre                                                                                           | 4         |
| 1934      | Oldřich Nejedlý                                                              | 5(1)      | Edmund Conen Angelo Schiavio                             | 4         | Leopold Kielholz Raimundo Orsi                                                                                              | 3         |
| 1938      | Leônidas da Silva                                                            | 7(2)      | Gyula Zsengellér                                         | 6         | Silvio Piola György Sárosi                                                                                                  | 5         |
| 1950      | Ademir                                                                       | 9(3)      | Estanislao Basora Óscar Míguez                           | 5         | Francisco Aramburu Telmo Zarra Alcides Ghiggia                                                                              | 4         |
| 1954      | Sándor Kocsis                                                                | 11        | Josef Hügi Max Morlock Erich Probst                      | 6         | Robert Ballaman Carlos Borges Nándor Hidegkuti Ferenc Puskás Helmut Rahn Hans Schäfer Ottmar Walter                         | 4         |
| 1958      | Just Fontaine                                                                | 13        | Pelé Helmut Rahn                                         | 6         | Vavá Peter McParland | 5         |
| 1962      | Garrincha Vavá Leonel Sánchez Dražan Jerković Valentin Ivanov Flórián Albert | 4         | Amarildo Adolf Scherer Lajos Tichy Milan Galić           | 3         | Jaime Ramírez Eladio Rojas Jorge Toro Ron Flowers Uwe Seeler Giacomo Bulgarelli Igor Chislenko Viktor Ponedelnik José Sasía | 2         |
| 1966      | Eusébio                                                                      | 9         | Helmut Haller                                            | 6         | Franz Beckenbauer Ferenc Bene Geoff Hurst Valeriy Porkujan                                                                  | 4         |
| 1970      | Gerd Müller                                                                  | 10        | Jairzinho                                                | 7         | Teófilo Cubillas | 5         |
| 1974      | Grzegorz Lato                                                                | 7         | Johan Neeskens Andrzej Szarmach                          | 5         | Ralf Edström Gerd Müller Johnny Rep                                                                                         | 4         |
| 1978      | Mario Kempes                                                                 | 6         | Teófilo Cubillas Rob Rensenbrink                         | 5         | Hans Krankl Leopoldo Luque                                                                                                  | 4         |
| 1982 (4)  | Paolo Rossi                                                                  | 6         | Karl-Heinz Rummenigge                                    | 5         | Zico Zbigniew Boniek | 4         |
| 1986      | Gary Lineker                                                                 | 6         | Diego Maradona Careca Emilio Butragueño                  | 5         | Jorge Valdano Preben Elkjaer Larsen Alessandro Altobelli Igor Belanov                                                       | 4         |
| 1990      | Salvatore Schillaci                                                          | 6         | Tomáš Skuhravý                                           | 5         | Roger Milla Gary Lineker Lothar Matthäus Míchel                                                                             | 4         |
| 1994      | Hristo Stoichkov Oleg Salenko(5)                                             | 6         | Romário Jürgen Klinsmann Roberto Baggio Kennet Andersson | 5         | Gabriel Batistuta Florin Răducioiu Martin Dahlin                                                                            | 4         |
| 1998      | Davor Šuker                                                                  | 6         | Gabriel Batistuta Christian Vieri                        | 5         | Ronaldo Marcelo Salas Luis Hernández                                                                                        | 4         |
| 2002      | Ronaldo                                                                      | 8(6)      | Rivaldo Miroslav Klose                                   | 5         | Jon Dahl Tomasson Christian Vieri                                                                                           | 4         |
| 2006      | Miroslav Klose                                                               | 5         | Hernán Crespo                                            | 3         | Ronaldo | 3         |
| 2010      | Thomas Müller                                                                | 5         | David Villa                                              | 5         | Wesley Sneijder | 5         |
| 2014      | James Rodríguez                                                              | 6         | Thomas Müller                                            | 5         | Neymar | 4         |
| 2018      | Harry Kane                                                                   | 6         | Antoine Griezmann                                        | 4         | Romelu Lukaku | 4         |
| 2022      | Kylian Mbappé                                                                | 8         | Lionel Messi                                             | 7         | Olivier Giroud | 4         |

## Găng tay Vàng
Giải Găng tay Vàng được trao cho thủ môn xuất sắc nhất của một đội tuyển quốc gia sau mỗi giải đấu. Từ năm 1994 đến trước năm 2010, giải này có tên giải Yashin nhằm tôn vinh huyền thoại thủ môn của đội tuyển Liên Xô Lev Ivanovich Yashin.
| World Cup | Thủ môn vào đội All-Star |
| --------- | ------------------------ |
| 1930      | Enrique Ballesteros      |
| 1934      | Ricardo Zamora           |
| 1938      | František Plánička       |
| 1950      | Roque Máspoli            |
| 1954      | Gyula Grosics            |
| 1958      | Harry Gregg              |
| 1962      | Viliam Schrojf           |
| 1966      | Gordon Banks             |
| 1970      | Ladislao Mazurkiewicz    |
| 1974      | Jan Tomaszewski          |
| 1978      | Ubaldo Fillol            |
| 1982      | Dino Zoff                |
| 1986      | Harald Schumacher        |
| 1990      | Sergio Goycochea         |

Giải thưởng Yashin được trao lần đầu tiên vào năm 1994.
| World Cup | Thủ môn chiến thắng Giải thưởng Yashin |
| --------- | -------------------------------------- |
| 1994      | Michel Preud'homme                     |
| 1998      | Fabien Barthez                         |
| 2002      | Oliver Kahn                            |
| 2006      | Gianluigi Buffon                       |

Giải thưởng được đổi tên thành Giải thưởng Găng tay vàng vào năm 2010.
| World Cup | Thủ môn chiến thắng Giải thưởng Găng tay vàng |
| --------- | --------------------------------------------- |
| 2010      | Iker Casillas                                 |
| 2014      | Manuel Neuer                                  |
| 2018      | Thibaut Courtois                              |
| 2022      | Emiliano Martínez                             |

## Giải thưởng Cầu thủ trẻ xuất sắc nhất
Giải thưởng Cầu thủ trẻ xuất sắc nhất chính thức được trao lần đầu tiên năm 2006 cho Lukas Podolski, nhằm tôn vinh các cầu thủ khi bình chọn có số tuổi nhiều nhất là 21 tuổi. Ví dụ, giải năm 2006 chỉ xét duyệt các cầu thủ sinh sau 1 tháng 1 năm 1985.
FIFA tổ chức bình chọn các cầu thủ trẻ xuất sắc nhất cho các giải đấu từ năm 1958 trở đi.
| World Cup | Cầu thủ trẻ đạt giải | Tuổi |
| --------- | -------------------- | ---- |
| 1958      | Pelé                 | 17   |
| 1962      | Flórián Albert       | 20   |
| 1966      | Franz Beckenbauer    | 20   |
| 1970      | Teofilo Cubillas     | 21   |
| 1974      | Władysław Żmuda      | 20   |
| 1978      | Antonio Cabrini      | 20   |
| 1982      | Manuel Amoros        | 21   |
| 1986      | Enzo Scifo           | 20   |
| 1990      | Robert Prosinečki    | 21   |
| 1994      | Marc Overmars        | 21   |
| 1998      | Michael Owen         | 18   |
| 2002      | Landon Donovan       | 20   |

Giải thưởng Cầu thủ trẻ xuất sắc nhất được trao lần đầu tiên vào năm 2006.
| World Cup | Cầu thủ trẻ    | Tuổi |
| --------- | -------------- | ---- |
| 2006      | Lukas Podolski | 21   |
| 2010      | Thomas Müller  | 20   |
| 2014      | Paul Pogba     | 21   |
| 2018      | Kylian Mbappé  | 19   |
| 2022      | Enzo Fernández | 21   |

Cầu thủ trẻ xuất sắc nhất của FIFA Lưu trữ ngày 11 tháng 11 năm 2012 tại Wayback Machine

## Đội tuyển chơi đẹp
| World Cup | Đội tuyển giành Giải thưởng phong cách |
| --------- | -------------------------------------- |
| 1970      | Perú                                   |
| 1978      | Argentina                              |
| 1982      | Brasil                                 |
| 1986      | Brasil                                 |
| 1990      | Anh                                    |
| 1994      | Brasil                                 |
| 1998      | Anh · Pháp                             |
| 2002      | Bỉ                                     |
| 2006      | Brasil · Tây Ban Nha                   |
| 2010      | Tây Ban Nha                            |
| 2014      | Colombia                               |
| 2018      | Tây Ban Nha                            |
| 2022      | Anh                                    |

## Đội hình toàn sao
Là đội hình tập hợp các sao từ các đội tuyển quốc gia khác nhau, lựa chọn theo vị trí chơi của các tuyển thủ. Đội hình này cho đến năm 2006 có tên là đội hình toàn sao MasterCard (theo tên nhà tài trợ lúc đó là MasterCard. Từ năm 2006 do Yingli tài trợ). Số lượng cầu thủ trong đội hình này từ năm 1930 đến năm 1994 là 11, năm 1998 và 2002 tăng lên 16, năm 2006 lên đến 23 và quay trở lại 11 năm 2010. Năm 2010 thêm lựa chọn huấn luyện viên xuất sắc của đội với thắng lợi thuộc về huấn luyện viên Vicente del Bosque của đội tuyển Tây Ban Nha.
| Giải | Thủ môn                               | Hậu vệ                                                                                                  | Tiền vệ | Tiền đạo                                                                       | Huấn luyện viên    |
| ---- | ------------------------------------- | --- | --- | ------------------------------------------------------------------------------ | ------------------ |
| 1930 | Enrique Ballesteros                   | José Nasazzi Milutin Ivković                                                                            | Luis Monti Álvaro Gestido José Andrade                                                                                   | Pedro Cea Héctor Castro Héctor Scarone Guillermo Stábile Bert Patenaude        | Không              |
| 1934 | Ricardo Zamora                        | Jacinto Quincoces Eraldo Monzeglio                                                                      | Luis Monti Attilio Ferraris Leonardo Cilaurren                                                                           | Giuseppe Meazza Raimundo Orsi Enrique Guaita Matthias Sindelar Oldřich Nejedlý | Không              |
| 1938 | František Plánička                    | Pietro Rava Alfredo Foni Domingos da Guia                                                               | Michele Andreolo Ugo Locatelli                                                                                           | Silvio Piola Gino Colaussi György Sárosi Gyula Zsengellér Leônidas             | Không              |
| 1950 | Roque Máspoli                         | Erik Nilsson José Parra Schubert Gambetta                                                               | Obdulio Varela Walter Bahr                                                                                               | Alcides Ghiggia Zizinho Ademir Jair Juan Alberto Schiaffino                    | Không              |
| 1954 | Gyula Grosics                         | Ernst Ocwirk József Bozsik José Santamaría                                                              | Fritz Walter Bauer | Helmut Rahn Nándor Hidegkuti Ferenc Puskás Sándor Kocsis Zoltan Czibor         | Không              |
| 1958 | Harry Gregg                           | Djalma Santos Bellini Nílton Santos                                                                     | Danny Blanchflower Didi                                                                                                  | Pelé Garrincha Just Fontaine Raymond Kopa Gunnar Gren                          | Không              |
| 1962 | Viliam Schrojf                        | Djalma Santos Cesare Maldini Valeriy Voronin Karl-Heinz Schnellinger                                    | Zagallo Zito Josef Masopust                                                                                              | Vavá Garrincha Leonel Sánchez                                                  | Không              |
| 1966 | Gordon Banks                          | George Cohen Bobby Moore Vicente Silvio Marzolini                                                       | Franz Beckenbauer Mário Coluna Bobby Charlton                                                                            | Florian Albert Uwe Seeler Eusébio                                              | Không              |
| 1970 | Ladislao Mazurkiewicz                 | Carlos Alberto Piazza Franz Beckenbauer Giacinto Facchetti                                              | Gérson Teofilo Cubillas Bobby Charlton                                                                                   | Pelé Gerd Müller Jairzinho                                                     | Không              |
| 1974 | Jan Tomaszewski                       | Berti Vogts Wim Suurbier Franz Beckenbauer Marinho Chagas                                               | Wolfgang Overath Kazimierz Deyna Johan Neeskens                                                                          | Rob Rensenbrink Johan Cruyff Grzegorz Lato                                     | Không              |
| 1978 | Ubaldo Fillol                         | Berti Vogts Ruud Krol Daniel Passarella Alberto Tarantini                                               | Dirceu Teófilo Cubillas Rob Rensenbrink                                                                                  | Franco Causio Daniel Bertoni Mario Kempes                                      | Không              |
| 1982 | Dino Zoff                             | Luizinho Júnior Claudio Gentile Fulvio Collovati                                                        | Zbigniew Boniek Falcão Michel Platini Zico                                                                               | Paolo Rossi Karl-Heinz Rummenigge                                              | Không              |
| 1986 | Harald Schumacher                     | Josimar Manuel Amoros Maxime Bossis                                                                     | Jan Ceulemans Felix Magath Michel Platini Diego Maradona                                                                 | Preben Elkjær Larsen Emilio Butragueño Gary Lineker                            | Không              |
| 1990 | Sergio Goycochea                      | Andreas Brehme Paolo Maldini Franco Baresi                                                              | Diego Maradona Lothar Matthäus Roberto Donadoni Paul Gascoigne                                                           | Salvatore Schillaci Roger Milla Tomáš Skuhravý                                 | Không              |
| 1994 | Michel Preud'homme                    | Jorginho Márcio Santos Paolo Maldini                                                                    | Dunga Krasimir Balakov Gheorghe Hagi Tomas Brolin                                                                        | Romário Hristo Stoichkov Roberto Baggio                                        | Không              |
| 1998 | Fabien Barthez José Luis Chilavert    | Roberto Carlos Marcel Desailly Lilian Thuram Frank de Boer Carlos Gamarra                               | Dunga Rivaldo Michael Laudrup Zinedine Zidane Edgar Davids                                                               | Ronaldo Davor Šuker Brian Laudrup Dennis Bergkamp                              | Không              |
| 2002 | Oliver Kahn Rüştü Reçber              | Roberto Carlos Sol Campbell Fernando Hierro Hong Myung-Bo Alpay Özalan                                  | Rivaldo Ronaldinho Michael Ballack Claudio Reyna Yoo Sang-Chul                                                           | Ronaldo Miroslav Klose El Hadji Diouf Hasan Şaş                                | Không              |
| 2006 | Gianluigi Buffon Jens Lehmann Ricardo | Roberto Ayala John Terry Lilian Thuram Philipp Lahm Fabio Cannavaro Gianluca Zambrotta Ricardo Carvalho | Zé Roberto Patrick Vieira Zinedine Zidane Michael Ballack Francesco Totti Andrea Pirlo Gennaro Gattuso Luís Figo Maniche | Hernán Crespo Thierry Henry Miroslav Klose Luca Toni                           | Không              |
| 2010 | Iker Casillas                         | Maicon Philipp Lahm Carles Puyol Sergio Ramos                                                           | Bastian Schweinsteiger Wesley Sneijder Andrés Iniesta Xavi                                                               | David Villa Diego Forlán                                                       | Vicente del Bosque |
| 2014 | Manuel Neuer                          | Marcos Rojo Mats Hummels Philipp Lahm                                                                   | Bastian Schweinsteiger Toni Kroos James Rodríguez                                                                        | Arjen Robben Lionel Messi Thomas Muller Neymar                                 | Joachim Löw        |
| 2018 | Thibaut Courtois                      | Raphaël Varane Thiago Silva Diego Godín Marcelo                                                         | Luka Modrić Philippe Coutinho Kevin De Bruyne                                                                            | Kylian Mbappé Harry Kane Cristiano Ronaldo                                     | Didier Deschamps   |
| 2022 | Emiliano Martinez                     | Theo Hernandez Josko Gvardiol Romain Saïss Achraf Hakimi                                                | Antoine Griezmann Sofyan Amrabat Jude Bellingham                                                                         | Kylian Mbappé Julian Alvarez Lionel Messi                                      | Lionel Scaloni     |